# Oxytate clavulata
Oxytate clavulata là một loài nhện trong họ Thomisidae.
Loài này thuộc chi Oxytate. Oxytate clavulata được miêu tả năm 2008 bởi Guo Tang, Chang-Min Yin & Peng.